# BookMooch
BookMooch è una comunità virtuale internazionale per lo scambio di libri usati, fondata da John Buckman nel 2006. Nel sito web sono disponibili circa 300.000 titoli. L'iscrizione e l'utilizzo del sito sono gratuiti.

## Caratteristiche
BookMooch permette ai propri iscritti di scambiare libri attraverso un sistema di punti. Gli utenti guadagnano punti aggiungendo libri al proprio inventario e inviando libri agli altri membri. I punti guadagnati possono essere usati per ottenere libri dagli altri membri. Tutti i libri "costano" lo stesso numero di punti, con un supplemento di punti per gli scambi internazionali.
È possibile creare una lista di libri desiderati, ed essere così avvertiti da una notifica via email che il libro è diventato disponibile.
Per garantire l'affidabilità del servizio, esiste un sistema di feedback, che permette di lasciare una referenza nel momento in cui si è ricevuto un libro.

## Organizzazione
John Buckman continua a gestire e ad aggiungere funzioni al sito, con l'assistenza di un piccolo team internazionale di amministratori che partecipa ai forum e risolve le questioni sollevate. Gli utenti dei forum contribuiscono fornendo supporto, consigli, discutendo di libri e altri argomenti, e proponendo "offerte speciali".

## Proventi
BookMooch è una società interamente posseduta da Buckman. I proventi derivano dalle donazioni e dalle commissioni che paga Amazon.com (il 5% circa) quando un utente acquista un libro attraverso un link di Bookmooch.com.
In base a quanto dichiarato nel sito, attualmente le donazioni totali ammontano a circa 8.000 dollari per anno. Altri 12.000 dollari arrivano dalle commissioni pagate da Amazon. Questi 20.000 dollari all'anno sono quelli che servono per mantenere l'attività di BookMooch. Questa cifra viene utilizzata esclusivamente per pagare i costi vivi.